# SoVD-Jugend
Die SoVD-Jugend ist ein dem Sozialverband Deutschland angegliederter Jugendverband, welcher sich für die Inklusion behinderter und materiell schlechter gestellter junger Menschen in die Gesellschaft einsetzt. Auch die Integration verschiedener Ethnien steht im Fokus der Arbeit. Der eingetragene Verein wurde im Jahr 1971 als INTEG-Jugend im Sozialverband Reichsbund e.V. gegründet.

## Struktur
Als Jugendabteilung des SoVD sind alle Mitglieder der SoVD-Jugend bis 27 automatisch auch Mitglieder des SoVD. 18.000 Mitglieder des Sozialverbands Deutschland sind der Jugendorganisation zugeordnet.
Die SoVD-Jugend wählt alle vier Jahre einen ehrenamtlichen Bundesjugendvorstand.
In der Berliner Bundesgeschäftsstelle des SoVD befindet sich das Büro des Bundesjugendvorstandes.
Die SoVD-Jugend strukturiert sich ähnlich wie die meisten Verbände oder Parteien in regionalen Zusammenschlüssen. Die Ortsvereine sind den Landesverbänden untergeordnet. Diese unterstehen dem Bundesjugendvorstand.

## Aktionen
Im Zentrum des Verbandes stehen Aktionen, bei denen junge Menschen zusammengebracht werden. Dies geschieht unter anderem durch Seminare, Jugendtreffen und politischen Diskussionen. Mit einem eigenen jugendpolitischen Programm setzt sich die SoVD-Jugend kommunal-, länder- und bundespolitisch für die Interessen ihrer Mitglieder ein. Die Hauptforderungen richten sich an eine auf Inklusion bezugnehmende Umwelt. So setzte sich die SoVD-Jugend u. a. für eine schnelle Umsetzung des Allgemeinen Gleichstellungsgesetz ein und fordert die Einführung einer „Schule für alle“.